# Завоевание Бурбонами Сицилийского и Неаполитанского королевств
Завоевание Бурбонами Сицилийского и Неаполитанского королевств — события 1734—1735 годов, в ходе которых испанский король Филипп V вторгся в Сицилийское и Неаполитанское королевства, принадлежавшие на тот момент Австрии; часть войны за польское наследство.

## Соперничество Габсбургов и Бурбонов за Южную Италию
Смерть в 1700 году испанского короля Карла II ознаменовала собой пресечение испанской ветви рода Габсбургов. Неаполитанская знать увидела в династическом кризисе возможность вырваться из-под длившегося два столетия господства испанцев. Когда началась война за испанское наследство, то император Священной Римской империи Леопольд I, желая завоевать её поддержку, заявил, что Неаполитанское королевство будет не провинцией австрийской короны, а отдельным королевством под властью его сына — эрцгерцога Карла. Это сподвигло некоторых неаполитанских дворян на организацию заговора против испанского вице-короля, который, однако, закончился неудачей.
Чтобы консолидировать свою власть и противостоять осуществляемой австрийцами антибурбонской пропаганде, занявший испанский трон Филипп Анжуйский (сын французского короля из династии Бурбонов, двоюродный племянник Карла II) решил лично посетить Неаполь, и прибыл туда 17 апреля 1702 года. Он оставался там до 2 июня, проводя праздники, даруя титулы и т. п. Это был первый случай за полтора столетия, когда испанский монарх посетил свои итальянские владения. Тем не менее, в последующие годы удача на итальянском фронте улыбнулась австрийцам, которые в 1707 году без труда захватили Неаполитанское королевство. Однако надежды неаполитанцев на независимость не оправдались: эрцгерцог Карл правил ими из-за границы (сначала из Барселоны, так как в 1704 году он захватил часть испанских земель, и провозгласил себя королём Испании вместо Филиппа, а затем — из Вены, где он в 1711 году после смерти своего брата Иосифа стал новым императором Священной Римской империи под именем Карла VI).
Утрехтский (1713) и Раштаттский (1714) мирные договоры, завершившие эту войну, оставили Филиппу лишь собственно Испанию и заморские колонии. Неаполитанское королевство (вместе с конфискованной у Тосканы Областью Президий), Сардинское королевство и Миланское герцогство де-юре перешли Карлу VI, который уже владел ими де-факто, а Сицилийское королевство получил савойский герцог Виктор Амадей II, который в результате из герцога стал королём. Так как Карл VI продолжал считать себя королём Испании, то несмотря на то, что в Неаполе испанский вице-король сменился на австрийского, испанцы (те, кто был вынужден покинуть Испанию из-за поддержки Карла) всё равно считались более подходящими, чем немцы или итальянцы, людьми для управления территориями, относившимися к Испании.
В связи с тем, что сторонники Бурбонов после войны покинули Южную Италию, австрийцы получили прочные позиции. Несмотря на то, что изначально местное дворянство рассчитывало на независимость под властью короля из династии Габсбургов, в итоге многие посчитали, что иметь маленькое независимое королевство хуже, чем быть частью большой империи, где они имели больше перспектив для карьеры. Более того, местным баронам понравились реформы, нацеленные на ослабление власти вице-королей и расширение прав дворян в своих владениях, и они всегда могли найти при дворе в Вене убежище от местной юридической системы.

## Карл III в Италии
Следующие годы характеризуются испанскими попытками — как военными, так и дипломатическими — восстановить своё влияние в Италии. Эти попытки получили мощный импульс от реального творца испанской внешней политики: королевы Изабелла Фарнезе (второй жены короля Филиппа). Она была выбрана испанским двором в качестве супруги для короля потому, что с ней испанские монархи получали династические права как на её родное Пармское герцогство, так и на соседнее Великое герцогство Тосканское. Династии, правившие в этих герцогствах, должны были вот-вот угаснуть из-за отсутствия наследников мужского пола, и в силу древних феодальных уз, связывающих их со Священной Римской империей, Карл VI также искал возможности по их приобретению.
20 января 1716 года Изабелла дала жизнь сыну Карлосу, и обеспечение для него трона стало основной заботой для королевы — а в результате и основной целью всей испанской внешней политики. Так как в линии наследования на испанский трон ему предшествовали его сводные братья Луис и Фернандо, то единственным шансом получения короны для Карлоса был её поиск на итальянском полуострове. В 1717—1718 годах испанцы вторглись в Сардинию, а затем — на Сицилию. Однако война четверного альянса привела к поражению Испании, и в Европе было восстановлено положение, определённое Утрехтским миром. Завершивший войну Гаагский договор признал права Карлоса на Парму и Тоскану, однако в то же время подтвердил их принадлежность Священной Римской империи. Таким образом, Карлос должен был бы получать инвеституру у императора, который вовсе не желал утверждения Бурбонов в Центральной Италии. Тем же договором Карл VI (который был ещё и королём Сардинии) и Виктор Амадей II (ныне — король Сицилии) осуществили обмен владениями. Таким образом, Неаполитанское и Сицилийское королевства оказались под властью австрийских Габсбургов, хотя и продолжали оставаться отдельными политическими сущностями и управляться отдельными вице-королями.
После того, как в начале 1731 года Антонио Фарнезе (герцог Пармский) скончался, не оставив наследников мужского пола, англо-испанский флот высадил в октябре 1731 года в Ливорно 6 тысяч солдат, а в декабре туда прибыл 15-летний Карлос, чтобы обучаться под руководством Мануэля де Бенавидес-и-Арагона. В последующие месяцы — в соответствии с инструкциями из Мадрида демонстративно игнорируя имперские инвеституры — Карлос сначала прибыл в Великое герцогство Тосканское, где договорился с бездетным Джан Гастоне Медичи, что станет его наследником, а затем поселился в Пармском герцогстве, которым пока на правах регента управляла Доротея София Нейбургская. Так как новая война между Испанией и Австрией виделась неизбежной, в Мадриде начали разрабатывать новый амбициозный завоевательный проект.

## Начало войны за польское наследство
Поводом для новой войны послужила смерть в 1733 году польского короля Августа II. Так как Речь Посполитая была выборной монархией, то Сейм объявил выборы нового короля. Претендентами на престол стали саксонский курфюрст Фридрих Август (сын Августа II), поддержанный Россией, Австрией и Пруссией, и Станислав Лещинский (тесть короля Франции Людовика XV), поддержанный Швецией и Францией. Конвокационный сейм избрал на трон Лещинского, однако недовольные, опираясь на российскую интервенцию, провели новый сейм, на котором королём был избран Фридрих-Август (занявший престол как Август III). Так как Россия была слишком далеко, то Франция, заключив союз с сардинским королём Карлом Эммануилом III, в октябре 1733 года объявила войну Австрии, атаковав австрийские владения на Рейне и в Ломбардии. Тем временем французские дипломаты начали работу над привлечением Испании к франко-сардинскому союзу.
Поначалу Изабелла хотела, чтобы её дети (помимо Карлоса у неё были ещё Филипп и Луис) заняли оспариваемый трон в Польше, а также стали монархами в Южной Италии и во Фландрии; помимо этого она хотела присоединить Мантуанское герцогство к формирующемуся центральноитальянскому государству. Однако Филипп V желал, чтобы после его смерти осталась единая Испанская империя, включающая в себя территории, утраченные в 1713 году. Кардиналу де Флёри нужно было примирить испанские амбиции с положениями подписанного между Францией и Сардинией Туринского договора, в соответствии с которым Карлу Эммануилу отходило Миланское герцогство, а испанцам оставлялась Южная Италия вместе с Областью Президий, и при этом сардинскому королю не нужно было помогать испанцам. Однако Испания отказалась соглашаться на эти условия, и потребовала, чтобы франко-сардинские силы присоединились к испанским войскам под командованием Карлоса для завоевания всех австрийских владений в Италии, которые — кроме Миланского герцогства — должны были немедленно перейти под власть Карлоса.
Французские войска под командованием 80-летнего маршала де Виллара присоединились к сардинским, и за три месяца заняли Миланское герцогство. За это время Людовик XV уговорил Филиппа V подписать между двумя странами под властью династии Бурбонов «Фамильный пакт», признающий за Карлосом власть как в уже имеющихся владениях, так и на завоёванных в будущем территориях. Новый договор вскоре привёл к спору между Изабеллой и Карлом Эммануилом относительно Мантуанского герцогство, которое, как получилось, французы пообещали обоим. Сардинский король боялся, что передача Мантуи Карлосу воспрепятствует дальнейшей экспансии его королевства, а также сделает уязвимым его положение в Ломбардии, на которую испанцы продолжали претендовать. Не желая отдавать Мантую испанцам, Карл Эммануил предложил де Флёри передать её удобному для французов иностранному правителю — Карлу Альбрехту Баварскому; однако кардинал ответил, что передача Мантуи Карлосу является неоспариваемым условием вступления Испании в коалицию. Карлу Эммануилу пришлось согласиться, но он постарался максимально затянуть передачу, ссылаясь на плохие погодные условия, отсутствие припасов и т. д. и т. п.
Виллар был недоволен действиями сардинского короля, однако его собственный план атаки также был отвергнут другими французскими командующими — Куаньи и Брольи. С другой стороны, сардинский командующий Ребиндер поддержал предложения Виллара вопреки мнению собственного короля, и был за это уволен. Таким образом, если изначальный испанский план заключался в том, чтобы поддержать франко-сардинскую армию в её выдвижении к альпийским перевалам на границах Австрии, осадить с ними Мантую, и лишь затем двигаться на Неаполь, то теперь Изабелла поменяла местами порядок действий, отдав приоритет оккупации Южной Италии.
Испанские войска прибыли в Ливорно в конце 1733 года несколькими партиями. Во главе армии стоял генерал-капитан Хосе Каррильо де Альборнос, годом ранее отличившийся в ходе завоевания Орана. Также среди командиров были Мануэль Орлеанский, Джеймс Фитцджеймс Лириа и неаполитанец Франческо Эболи. 24 декабря Эболи захватил стратегически важную крепость Брунелла в Луниджане, контролировавшую коммуникации между Тосканой и Эмилией. 7 января 1734 года Альборнос предупредил Виллара, что следующей целью будет Южная Италия, после чего прибыл в Парму вместе с Карлосом, который номинально был командующим испанскими войсками. 20 января, в день своего 18-летия, Карлос, следуя полученным от родителей инструкциям, объявил себя совершеннолетним, тем самым становясь самостоятельным правителем.
Уход испанцев из Ломбардии вызвал серьёзные опасения у французского командования, так как коалицию уже осложняли трения между Вилларом и Карлом Эммануилом; дело дошло до того, что французский маршал посоветовал Людовику XV занять ряд крепостей на границе на случай, если сардинцы переметнутся на сторону врага. Виллар лично приехал к Карлосу в Парму, чтобы попытаться отговорить его от ухода на юг, но решение испанцами было уже принято. В начале февраля Карлос отбыл из Пармы во Флоренцию; одновременно он начал очищать города Эмилии от ценностей, принадлежавших семье Фарнезе, чтобы предотвратить их попадание в руки австрийцев.

## Завоевание Неаполитанского королевства
Проведя две недели во Флоренции, 24 февраля 1734 года Карлос начал марш на Неаполь. Прибыв 5 марта в Перуджу, он устроил смотр войскам, участвующим в кампании. На тот момент испанские силы в Италии составляли 23 пехотных полка (52 батальона), 11 кавалерийских полков (34 эскадрона) и 7 полков драгун (19 эскадронов).
Разграбив по пути Мирандолу, княжество Пьомбино и герцогство Масса и Каррара, войска вступили в Папскую область, где папа Климент XII дал им право прохода. Тем временем флот, вышедший из Ливорно и Порто-Лонгоне, нашёл убежище в порту Чивитавеккьи. Австрийцы, чьи войска уже были вовлечены в боевые действия в Ломбардии, не имели достаточно сил для обороны вице-королевства, тем не менее 10 марта император Карл VI издал прокламацию, в которой известил неаполитанцев, что он доверяется Божественному Провидению и уверен в победе. Тем временем Карлос после остановки в Чивита-Кастеллана, где он получил новости о настроениях неаполитанцев и австрийских силах, выпустил 14 марта в Монтеротондо прокламацию на двух языках (испанском и итальянском), извещающую о том, что его отец — испанский король Филипп V — 27 февраля заявил в Эль-Пардо, что намерен завладеть Неаполитанским королевством, так как его беспокоят насилие, угнетение и тирания, «столько лет творимые немецкими властями». Были обещаны прощение, уважение привилегий, отмена введённых австрийцами налогов и т. п. Помимо повторения обещаний отца, Карлос также успокоил неаполитанцев, пообещав, что инквизиция в Италии вводится не будет.
Главнокомандующим габсбургскими войсками в Неаполе был фельдмаршал Джованни Карафа делла Спина, вице-король Джулио Борромео Висконти консультировал его по наиболее важным вопросам. В австрийском командовании возникли разногласия по поводу стратегии обороны: маршал Карафа предлагал уйти на юг, ожидая подкреплений из Вены и с Сицилии, а затем дать сражение в поле, в то время как фельдмаршал-лейтенант Отто Фердинанд фон Абенсберг унд Траун и венский двор считали, что для отпора Бурбонам нужно развернуть все войска на северной границе.
20 и 21 марта испанский флот захватил острова Прочида и Искья, и нанёс тяжёлые потери флоту вице-королевства.
31 марта австрийский командующий Траун под угрозой окружения оставил позицию у Миньяно, открыв испанцам дорогу на Неаполь. Карафа оставил гарнизон защищать крепость, а сам выехал в Апулию, осуществляя свой план. В начале апреля испанские войска начали штурм столицы вице-королевства, а дон Карлос принимал оммаж у переходящих на его сторону неаполитанских дворян, пока 9 апреля ему не были вручены в Маддалони неапольской делегацией ключи от города и книга привилегий. 10 апреля испанцам сдался Кастелло-дель-Кармине, 27 апреля — Сант-Эльмо, 4 мая — Кастель-дель-Ово, и 6 мая — Кастель-Нуово. 10 мая 1734 года Карлос Бурбон триумфально вошёл в Неаполь через Порта-Капуана.

## Провозглашение независимости и битва при Битонто
15 мая было получено написанное по-французски письмо от испанского короля Филипа V, датированное 15 апреля, в котором он провозглашал своего сына Карлоса королём независимого Неаполитанского королевства. Однако завоевание королевства было ещё не закончено: австрийские войска, командование над которыми у Карафы принял Антонио Пиньятелли (принц Бельмонте), получили подкрепление и расположились в районе Битонто. 25 мая испанские войска их атаковали, и одержали сокрушительную победу, взяв тысячи пленных; вице-король Висконти был вынужден спасаться на кораблях, стоящих в гавани Бари. За эту победу король Карлос даровал 30 мая командиру испанских войск титул «герцог Битонто».

## Завоевание Сицилийского королевства
В 1734 году войска Карлоса вторглись в Сицилийское королевство, и захватили его, не встретив серьёзного сопротивления со стороны австрийцев. В 1735 году Карлос короновался в Палермо как король Сицилии, став Карлом III. Бывшее вице-королевство стало независимым королевством, состоящим в личной унии с Неаполитанским королевством.

## Вопрос инвеституры
В первые годы правления Карла неаполитанский двор оказался втянут в спор со Святым Престолом. Опираясь на феодальные традиции, восходящие к договору в Мельфи, по которому папа Николай II признал права Роберта Гвискара на Южную Италию и Сицилию, Климент XII рассматривал себя в качестве единственного возможного источника инвеституры для неаполитанских королей, поэтому он не признавал Карла Бурбона легитимным сувереном, сообщив тому через нунция, что назначение в короли письмом от испанского короля не является легитимным. В ответ совет в Неаполе, возглавляемый тосканским юристом Бернардо Тануччи, заключил, что папская инвеститура не является необходимой, так как коронация не может рассматриваться как таинство. Тануччи проводил политику жёсткого ограничения прав духовенства, однако со стороны неаполитанского двора хватало и примирительных жестов в адрес церкви (так, было отказано в возвращении на родину историку Пьетро Джанноне, неугодному церковным кругам).
Когда Карл в 1735 году высадился на Сицилии, где уже всё было готово для его коронации, то он послал в Рим традиционный оммаж сицилийских королей: белого скакуна и определённую сумму денег. Император, всё ещё считающий себя законным королём Неаполя и Сицилии, сделал то же самое. Так как дань от императора была традиционной, а от Бурбона — новым делом, папа предпочёл не ломать обычаев и принял императорский оммаж, вызвав негодование испанского инфанта. Воспользовавшись средневековой привилегией, дававшей острову юридическую автономию от церкви, Карл 3 июля короновался в Кафедральном соборе Палермо как «король двух Сицилий» (лат. rex utriusque Siciliae). Папский легат не принимал участия в церемонии.
В марте следующего года появился ещё один повод для трений между Неаполем и Римом. В папской столице обнаружилось, что Бурбоны запирают римских жителей в принадлежащем Карлу Палаццо Фарнезе, чтобы насильно рекрутировать их в создаваемую неаполитанскую армию. Толпа напала на здание и освободила людей, разграбив при этом дворец. Затем толпа двинулась к испанскому посольству на площади Испании, и в последующих стычках было убито несколько солдат Бурбонов, включая одного офицера. Беспорядки перекинулись в Веллетри, где толпа напала на идущие в Неаполь испанские войска.
Разграбление собственности суверена было воспринято бурбонским двором как серьёзное оскорбление. Испанский и неаполитанский послы покинули Рим, а папские нунции были удалены из Мадрида и Неаполя. Полки Бурбонов встали на границах Папской области, а в Риме забаррикадировали некоторые из городских ворот и удвоили численность городской стражи. Веллетри был оккупирован и принуждён заплатить 8000 эскудо в качестве выкупа, Остия была разграблена, а Палестрина избежала этой же участи, заплатив дань в 16 000 эскудо.
Комиссия кардиналов решила послать в Неаполь арестованных виновных из Рима и Веллетри. В Неаполе подданные понтифика провели несколько дней в тюрьме, после чего, попросив прощения, получили королевское помилование. Неаполитанскому суверену удалось урегулировать свои разногласия с Римом, и благодаря посредничеству своего посла в Риме — кардинала Трояно Аквавива д’Арагона — 12 мая 1738 года была получена инвеститура.

## Поражение проавстрийской партии
Образование независимого королевства было одобрено не всеми. Дворяне, потерявшие свои владения, священники, разочарованные законами Тануччи и новым Конкордатом 1741 года, и прочие, опасавшиеся, что наличие на троне сына испанского короля сделает Неаполь игрушкой Испании, составили проавстрийскую партию. В 1744 году они попытались восстать. Австрийский посол Тум надавил на папские власти, и те разрешили, чтобы в марте австрийский командующий Лобковиц привёл воинский контингент на границу с Абруцци. 14 апреля среди неаполитанского населения был распространён эдикт Марии Терезии, подстрекающий к восстанию.
В июле Лобковиц во главе 500 гусар и тысячи дезертиров пересёк реку Тронто. Однако попытка оккупации Абруцци завершилась в Пескаре, где австрийцы были разбиты Бурбонами. Также провалилась попытка австрийцев высадиться в ноябре в Калабрии. После этого проавстрийская партия в Неаполитанском королевстве перестала существовать, уничтоженная инквизицией и организованными властями судебными процессами.